# Папирия Мазониз
Папирия Мазониз или Папирия Мазония (на латински: Papiria Masonis; Papiria Masonia) e римлянка от 3 век пр.н.е.

## Биография
Произлиза от клон Мазони на фамилията Папирии. Дъщеря е на Гай Папирий Мазон, който е консул през 231 пр.н.е. и умира като понтифекс през 213 пр.н.е. Той е братовчед на Гай Папирий Мазон, който също е децемвир в жреческата колегия на квиндецимвирите.
Папирия Мазониз се омъжва за Луций Емилий Павел Македоник, син на Луций Емилий Павел (консул 219 и 216 пр.н.е.). Съпругът ѝ е консулски военен трибун 193, консул 182 и 168 пр.н.е. Той печели битката при Пидна и е завоювателят на Македония.
Тя ражда двама сина и две дъщери и се развежда. Съпругът ѝ се жени отново и има още двама сина, които умират млади. Първородните си синове той дава след 179 пр.н.е. на приятелски фамилии за осиновяване, за да им осигури успешен cursus honorum.

## Деца
Папирия Мазониз е майка на:
- Квинт Фабий Максим Емилиан (* 186; † 130 пр.н.е.) e консул 145 пр.н.е., баща на:
  - Квинт Фабий Максим Алоброгик, (консул 121 пр.н.е.)
- Сципион Емилиан (* 185; † 129 пр.н.е.) e консул 147 и 134 пр.н.е.; жени се за Семпрония
- Емилия Терция (или Прима) се омъжва за юриста Марк Порций Катон Лициниан, майка на:
  - Марк Порций Катон (консул 118 пр.н.е.)
  - Гай Порций Катон (консул 114 пр.н.е.).
- Емилия Паула Секунда се омъжва за богатия Луций Елий Туберон; майка на:
  - Квинт Елий Туберон (консул 11 пр.н.е.), баща на:
    - Секст Елий Кат (консул 4 г.), осиновител на Луций Елий Сеян; баща на:
      - Елия Петина, втората съпруга на по-късния император Клавдий през 28 г.